# Дунгани
Дунгани (дунгански: Хуэйзў, рус. Дунгане, кирг. Дунгандар) су народ кинеског порекла који претежно настањује средњу Азију, нарочито Киргистан и Казахстан. Они су потомци Кинеза муслимана који су настанили средњу Азију у 18. веку. Говорници туркијских језика у Синкјангу, у северозападној Кини, за њих такође користе назив Дунгани, док сами Дунгани себе називају именом Хуи. И дан данас су већином исламске вероисповести, а говоре дунганским језиком који спада у кинеску групу сино-тибетанске породице језика.
Укупно их има око 116.450, од тога 64.565 у Киргистану, 36.900 у Казахстану, 6.000 у Таџикистану и 5.300 у Монголији.

## Историја
Први Дунгани у средњој Азији потичу из западног и северног Синкјанга, одакле су одведени након што су их заробили ловци на робове. Након што су Руси освојили средњу Азију у позном 19. веку и укинули ропство, већина жена робиња је остала тамо где су и држане у ропству. Руски етнограф Владимир Петрович Наљикин и његова супруга су напоменули то да „су скоро све робиње остале тамо где су се налазиле, зато што су биле супруге радника и слуга својих бивших власника, или су биле премладе за самосталан живот”. Дунганске робиње у Бухари су биле ниског статуса и нису биле на високој цени.
Муслимански ловци на робове из Коканда нису правили разлику између Хуи Кинеза и Хан Кинеза, заробљавали су Хуи Кинезе у супротности са исламом. Таџици су купили два кинеска роба из Шенсија, који су држани у заробљеништву годину дана, пре него што их је таџички бег Кубуте пустио на слободу. Забележено је да су сви заробљеници постали робови. Број ових робова у средњој Азији је све више растао. Плетенице су биле одсецане са глава Хуи кинеских затвореника, па су онда биле продаване или поклањане. Неки од њих су побегли у Русију одакле су били враћени у Кину. Руси су забележили инцидент у коме су спасили кинеске муслиманске трговце који су побегли, након што су продати од стране Џахангирове армије у средњој Азији и враћени назад у Кину.
Следећи талас имиграције уследио је почетком 1880-их. У складу са условима Санкт-Петербуршког споразума (1881), који је захтевао повлачење руских трупа из горњег басена реке Или (подручје Јининг), Дунганима и Ујгурима било је дозвољено да се одлуче за прелазак на руску страну границе. Многи су изабрали ту опцију; према руској статистици, 4.682 Дунгана се преселило у Руско царство према уговору. Они су мигрирали у многим малим групама између 1881. и 1883. године, настањујући село Сокулук, неких 30 километара западно од Бишкека, као и на бројним локацијама између кинеске границе и Сокулука, у југоисточном Казахстану и северном Киргистану.

## Име
У Руској Империји и Совјетском Савезу, Дунгани настављају да сматрају себе припадницима народа Хуи (кин: 回族, Huízú; на ћириличном спеловању: xуэйзў).
Порекло имена овог народа није јасно утврђено. Веома је позната теорија која потиче од туркијске речи döñän (онај који се окрене), која се може упоредити са кинеском (回), која је сличног значења. Следећа теорија потиче од кинеске речи 东甘, што значи источни Гансу, регија одакле Дунгани воде своје порекло.
Термин Дунгани ("Тонгани", "Донгани") су користили искључиво говорници туркијских и таџичког језика да се односе на Кинезе муслиманске вероисповести већ неколико векова уназад. Амерички историчар Џозеф Флечер наводи то да су туркијски и персијски рукописи повезани са проповедањима из 17. века у унутрашњости династије Минг, обухватајући Тибет и Ћингхај.
Вероватно, овај термин је потекао из туркијских језика, одакле је стигао у руски језик као Дунгане, и у кинески језик као 东干族 (упрошћени кинески), 東干族 (традиционални кинески) и Dōnggānzú (пинјин), одакле и у западноевропске језике.

## Језик
Дунгани већином говоре дунганским језиком који припада кинеској групи сино-тибетанске породице језика, близак је џунгјуенском дијалекту мандаринског. Постоји велики број речи арапског, персијског и турског порекла које се могу наћи у њиховом речнику. Једини је варијетет кинеског језика који се не пише кинеским писмом; уместо тога користи се ћирилица.
Дунгани свој језик називају Хуэйзў йүян (Хуејзу јујан). Међу Дунганима су заступљени руски, који је словенски језик, као и казашки и киргиски, који су туркијски језици.

## Идентитет
За време династије Ћинг, термин Џонгјуанрен (中原人, особа из централних равница Кине) је био синоним за матичне Кинезе, нарочито Хан Кинезе као и Кинезе муслиманске вероисповести (Хуи) у Синкјангу и средњој Азији.
Из верских разлога, Хуи себе не сматрају делом народа Хан, већ себе сматрају делом шире кинеске расе и за себе користе назив Џонгјуанрен. Дунгани, потомци Кинеза муслимана који су населили средњу Азију, за себе су користили назив Џонгјуанрен, поред уобичајеног имена Хуизи.